# Liste des espèces d'oiseaux au Québec

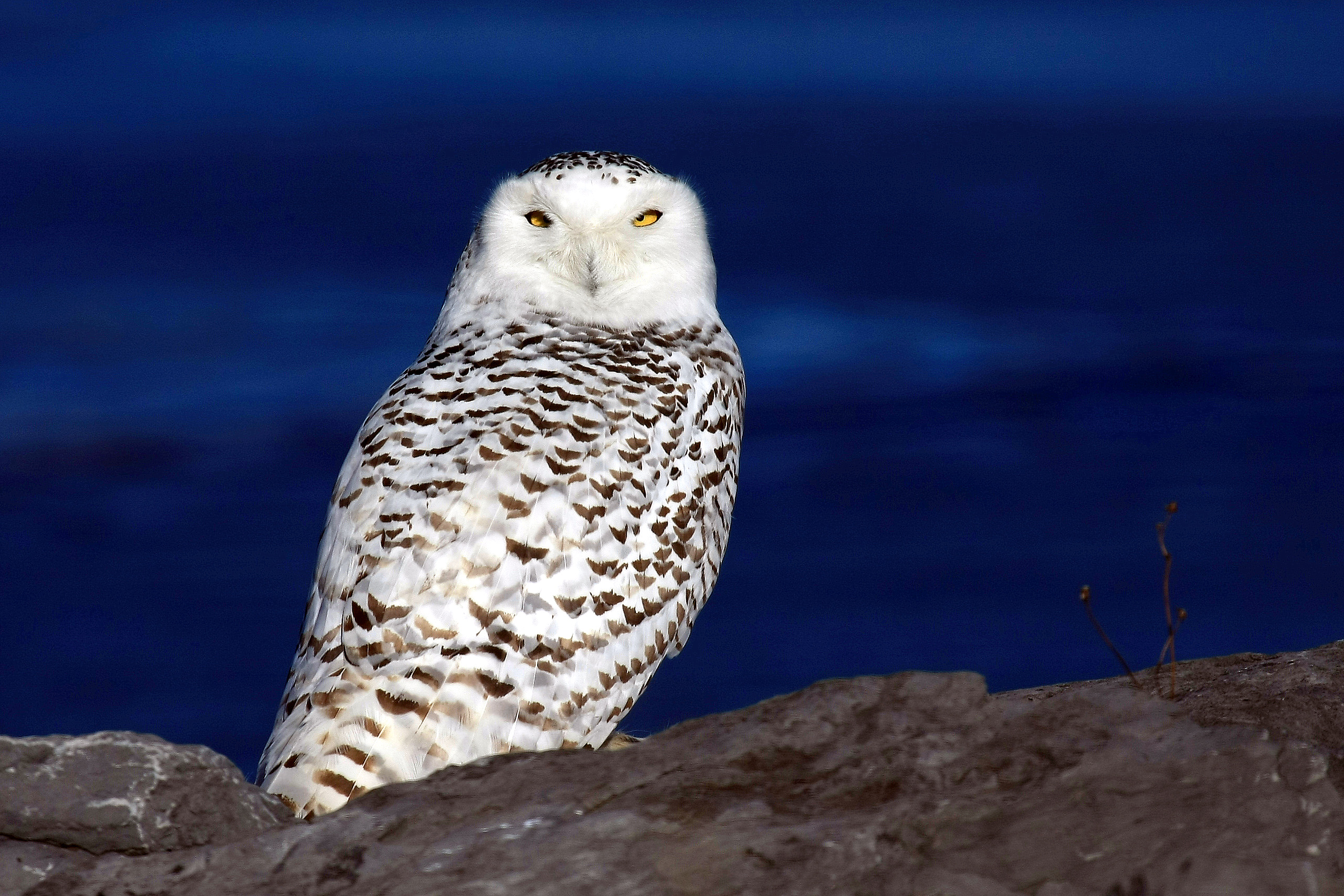
L'Harfang des neiges est l'emblème aviaire du Québec.

Cette liste des espèces d'oiseaux au Québec recense les taxons de ce groupe observés (de passage ou résidents) dans cette province et nation du Canada (voir aussi Liste des oiseaux au Canada). Elle provient de l'American Ornithologist Union (7e édition) en date du mois de janvier 2019. Elle comprend 470 espèces dont :
- 169 espèces rares ou accidentelles
- Sept espèces introduites
- Trois (peut-être quatre) espèces éteintes

## Anseriformes
| Photo                | Noms (français / anglais / scientifique)                                                       | Statut IUCN | Notes | Carte de répartition |
| -------------------- | ---------------------------------------------------------------------------------------------- | ----------- | --- | -------------------- |
| Famille des Anatidae |                                                                                                |             | |                      |
|                      | Dendrocygne à ventre noir Black-bellied Whistling Duck Dendrocygna autumnalis (Linnaeus, 1758) | (LC)        | Rare/Accidentel |                      |
|                      | Dendrocygne fauve Fulvous whistling duck Dendrocygna bicolor (Vieillot, 1816)                  | (LC)        | Rare/Accidentel |                      |
|                      | Bernache cravant Brant Goose Branta bernicla (Linnaeus, 1758)                                  | (LC)        | |                      |
|                      | Bernache du Canada Canada goose Branta canadensis (Linnaeus, 1758)                             | (LC)        | |                      |
|                      | Bernache nonnette Barnacle goose Branta leucopsis (Bechstein, 1803)                            | (LC)        | Rare/Accidentel |                      |
|                      | Bernache de Hutchins Cackling goose Branta hutchinsii (Richardson, 1832)                       | (LC)        | |                      |
|                      | Oie de Ross Ross's goose Anser rossii (Cassin, 1861)                                           | (LC)        | |                      |
|                      | Oie des neiges Snow Goose Chen caerulescen (Linnaeus, 1758)                                    | (LC)        | |                      |
|                      | Oie cendrée Greylag goose Anser anser (Linnaeus, 1758)                                         | (LC)        | Rare/Accidentel |                      |
|                      | Oie à bec court Pink-footed goose Anser brachyrhynchus Baillon, 1834                           | (LC)        | Rare/Accidentel |                      |
|                      | Oie de la toundra Tundra bean goose Anser serrirostris Gould, 1852                             | (NE)        | Rare/Accidentel |                      |
|                      | Oie rieuse Greater white-fronted goose Anser albifrons (Scopoli, 1769)                         | (LC)        | Rare/Accidentel |                      |
|                      | Cygne tuberculé Mute swan Cygnus olor (Gmelin, 1789)                                           | (LC)        | Originaire d'Eurasie. Introduit en Amérique du Nord au courant du 18e siècle et au début du 19e siècle. |                      |
|                      | Cygne trompette Trumpeter swan Cygnus buccinator Richardson, 1831                              | (LC)        | Rare/Accidentel |                      |
|                      | Cygne siffleur Tundra swan Cygnus columbianus (Ord, 1815)                                      | (LC)        | |                      |
|                      | Tadorne de Belon Common shelduck Tadorna tadorna (Linnaeus, 1758)                              | (LC)        | Rare/Accidentel |                      |
|                      | Canard branchu Wood duck Aix sponsa (Linnaeus, 1758)                                           | (LC)        | |                      |
|                      | Sarcelle d'été Garganey Spatula querquedula Linnaeus, 1758                                     | (LC)        | Rare/Accidentel |                      |
|                      | Sarcelle cannelle Cinnamon teal Spatula cyanoptera Vieillot, 1816                              | (LC)        | Rare/Accidentel |                      |
|                      | Sarcelle à ailes bleues Blue-winged teal Spatula discors Linnaeus, 1766                        | (LC)        | |                      |
|                      | Canard souchet Northern shoveler Spatula clypeata Linnaeus, 1758                               | (LC)        | |                      |
|                      | Canard chipeau Gadwall Mareca strepera Linnaeus, 1758                                          | (LC)        | |                      |
|                      | Canard siffleur Eurasian wigeon Mareca penelope Linneaus, 1758                                 | (LC)        | |                      |
|                      | Canard d'Amérique American wigeon Mareca americana Gmelin, 1789                                | (LC)        | |                      |
|                      | Canard colvert Mallard Anas platyrhynchos Linnaeus, 1758                                       | (LC)        | Avant le 20e siècle, cette espèce était rare au Québec. Son aire de répartition était limitée au centre et à l'ouest du continent. L'espèce s'est établie à l'est et au nord-est à la suite de la remise en liberté d'individus élevés en captivité pour la chasse. |                      |
|                      | Canard noir American black duck Anas rubripes Brewster, 1902                                   | (LC)        | |                      |
|                      | Canard pilet Northern pintail Anas acuta Linnaeus, 1758                                        | (LC)        | |                      |
|                      | Sarcelle d'hiver Eurasian teal Anas crecca Linnaeus, 1758                                      | (LC)        | Rare/Accidentel |                      |
|                      | Sarcelle à ailes vertes Green-winged teal Anas carolinensis Gmelin, 1789                       | (LC)        | |                      |
|                      | Fuligule à dos blanc Canvasback Aythya valisineria (Wilson, 1814)                              | (LC)        | |                      |
|                      | Fuligule à tête rouge Redhead Aythya americana (Eyton, 1838)                                   | (LC)        | |                      |
|                      | Fuligule à collier Ring-necked duck Aythya collaris (Donovan, 1809)                            | (LC)        | |                      |
|                      | Fuligule morillon Tufted duck Aythya fuligula (Linnaeus, 1758)                                 | (LC)        | Rare/Accidentel |                      |
|                      | Fuligule milouinan Greater scaup Aythya marila (Linnaeus, 1761)                                | (LC)        | |                      |
|                      | Petit Fuligule Lesser Scaup Aythya affinis (Eyton, 1838)                                       | (LC)        | |                      |
|                      | Eider de Steller Steller's eider Polysticta stelleri (Pallas, 1769)                            | (VU)        | Rare/Accidentel |                      |
|                      | Eider à tête grise King eider Somateria spectabilis Linnaeus, 1758                             | (LC)        | |                      |
|                      | Eider à duvet Common eider Somateria mollissima (Linnaeus, 1758)                               | (NT)        | |                      |
|                      | Arlequin plongeur Harlequin duck Histrionicus histrionicus (Linnaeus, 1758)                    | (LC)        | Cette espèce est désignée vulnérable au Québec par le MFFP. Le COSEPAC considère le statut de la population de l'Est cette espèce comme préoccupant. |                      |
|                      | Eider du Labrador Labrador duck Camptorhynchus labradorius (Gmelin, 1789)                      | (EX)        | Espèce éteinte. La première espèce endémique d'Amérique du Nord à s'éteindre. Le dernier spécimen a été tué le long des côtes de Long Island en 1875. Il est possible que cette espèce ait niché au Québec, en Basse-Côte-Nord.                                     |                      |
|                      | Macreuse à front blanc Surf scoter Melanitta perspicillata (Linnaeus, 1758)                    | (LC)        | |                      |
|                      | Macreuse à ailes blanches White-winged scoter Melanitta deglandi (Bonaparte, 1850)             | (LC)        | |                      |
|                      | Macreuse à bec jaune Black scoter Melanitta americana (Swainson, 1832)                         | (NT)        | |                      |
|                      | Harelde kakawi Long-tailed duck Clangula hyemalis (Linnaeus, 1758)                             | (VU)        | |                      |
|                      | Petit Garrot Bufflehead Bucephala albeola (Linnaeus, 1758)                                     | (LC)        | |                      |
|                      | Garrot à œil d'or Common goldeneye Bucephala clangula (Linnaeus, 1758)                         | (LC)        | |                      |
|                      | Garrot d'Islande Barrow's goldeneye Bucephala islandica (Gmelin, 1789)                         | (LC)        | Cette espèce est désignée vulnérable au Québec par le MFFP. Le COSEPAC considère le statut de la population de l'Est cette espèce comme préoccupant. |                      |
|                      | Harle couronné Hooded merganser Lophodytes cucullatus (Linnaeus, 1758)                         | (LC)        | |                      |
|                      | Harle bièvre Common merganser Mergus merganser Linnaeus, 1758                                  | (LC)        | |                      |
|                      | Harle huppé Red-breasted merganser Mergus serrator Linnaeus, 1758                              | (LC)        | |                      |
|                      | Érismature rousse Ruddy duck Oxyura jamaicensis (J.F. Gmelin, 1789)                            | (LC)        | |                      |

## Galliformes
| Photo                   | Noms (français / anglais / scientifique)                                          | Statut IUCN | Notes | Carte de répartition |
| ----------------------- | --------------------------------------------------------------------------------- | ----------- | --- | -------------------- |
| Famille des Phasianidae |                                                                                   |             | |                      |
|                         | Dindon sauvage Wild turkey Meleagris gallopavo Linnaeus, 1758                     | (LC)        | |                      |
|                         | Gélinotte huppée Ruffed grouse Bonasa umbellus (Linnaeus, 1766)                   | (LC)        | |                      |
|                         | Tétras du Canada Spruce grouse Falcipennis canadensis (Linnaeus, 1758)            | (LC)        | |                      |
|                         | Tétras à queue fine Sharp-tailed grouse Tympanuchus phasianellus (Linnaeus, 1758) | (LC)        | |                      |
|                         | Lagopède alpin Rock ptarmigan Lagopus muta (Montin, 1776)                         | (LC)        | |                      |
|                         | Lagopède des saules Willow ptarmigan Lagopus lagopus (Linnaeus, 1758)             | (LC)        | |                      |
|                         | Perdrix grise Grey partridge Perdix perdix (Linnaeus, 1758)                       | (LC)        | Originaire d'Eurasie. Introduite en Amérique du Nord au début du 19e siècle.                               |                      |
|                         | Faisan de Colchide Common pheasant Phasianus colchicus Linnaeus, 1758             | (LC)        | Originaire d'Asie. Les premières tentatives d'introduction en Amérique du Nord commencèrent au 18e siècle. |                      |

## Gaviiformes
| Photo                | Noms (français / anglais / scientifique)                               | Statut IUCN | Notes           | Carte de répartition |
| -------------------- | ---------------------------------------------------------------------- | ----------- | --------------- | -------------------- |
| Famille des Gaviidae |                                                                        |             |                 |                      |
|                      | Plongeon catmarin Red-throated loon Gavia stellata (Pontoppidan, 1763) | (LC)        |                 |                      |
|                      | Plongeon du Pacifique Pacific loon Gavia pacifica (Lawrence, 1858)     | (LC)        |                 |                      |
|                      | Plongeon huard Common loon Gavia immer (Brunnich, 1764)                | (LC)        |                 |                      |
|                      | Plongeon à bec blanc Yellow-billed loon Gavia adamsii (Gray, 1859)     | (NT)        | Rare/Accidentel |                      |

## Procellariiformes
| Photo                      | Noms (français / anglais / scientifique)                                                        | Statut IUCN | Notes                                                                                     | Carte de répartition |
| -------------------------- | ----------------------------------------------------------------------------------------------- | ----------- | ----------------------------------------------------------------------------------------- | -------------------- |
| Famille des Oceanitidae    |                                                                                                 |             |                                                                                           |                      |
|                            | Océanite de Wilson Wilson's storm petrel Oceanites oceanicus (Kuhl, 1820)                       | (LC)        |                                                                                           |                      |
| Famille des Diomedeidae    |                                                                                                 |             |                                                                                           |                      |
|                            | Albatros à nez jaune Atlantic yellow-nosed albatross Thalassarche chlororhynchos (Gmelin, 1789) | (EN)        | Rare/Accidentel                                                                           |                      |
| Famille des Hydrobatidae   |                                                                                                 |             |                                                                                           |                      |
|                            | Océanite cul-blanc Leach's storm petrel Oceanodroma leucorhoa (Vieillot, 1818)                  | (VU)        | Cette espèce est susceptible d'être désignée menacée ou vulnérable au Québec par le MFFP. |                      |
| Famille des Procellariidae |                                                                                                 |             |                                                                                           |                      |
|                            | Fulmar boréal Northern fulmar Fulmarus glacialis (Linnaeus, 1761)                               | (LC)        |                                                                                           |                      |
|                            | Puffin de Scopoli Scopoli's shearwater Calonectris diomedea (Scopoli, 1769)                     | (LC)        | Rare/Accidentel                                                                           |                      |
|                            | Puffin fuligineux Sooty shearwater Ardenna grisea (Gmelin, 1789)                                | (NT)        |                                                                                           |                      |
|                            | Puffin majeur Great shearwater Ardenna gravis (O'Reilly, 1818)                                  | (LC)        |                                                                                           |                      |
|                            | Puffin des Anglais Manx Shearwater Puffinus puffinus (Brünnich, 1764)                           | (LC)        | Rare/Accidentel                                                                           |                      |

## Podicipediformes
| Photo                     | Noms (français / anglais / scientifique)                                   | Statut IUCN | Notes | Carte de répartition |
| ------------------------- | -------------------------------------------------------------------------- | ----------- | --- | -------------------- |
| Famille des Podicipedidae |                                                                            |             | |                      |
|                           | Grèbe à bec bigarré Pied-billed grebe Podilymbus podiceps (Linnaeus, 1758) | (LC)        | |                      |
|                           | Grèbe jougris Red-necked grebe Podiceps grisegena (Boddaert 1783)          | (LC)        | |                      |
|                           | Grèbe esclavon Horned grebe Podiceps auritus (Linnaeus 1758)               | (VU)        | Cette espèce est désignée menacée au Québec par le MFFP. Dans la province, cette espèce niche uniquement aux îles de la Madeleine et le COSEPAC considère cette population comme en voie de disparition. |                      |
|                           | Grèbe à cou noir Black-necked grebe Podiceps nigricollis C.L. Brehm, 1831  | (LC)        | Rare/Accidentel |                      |
|                           | Grèbe élégant Western grebe Aechmophorus occidentalis (Lawrence, 1858)     | (LC)        | Rare/Accidentel |                      |

## Ciconiiformes
| Photo                  | Noms (français / anglais / scientifique)                        | Statut IUCN | Notes           | Carte de répartition |
| ---------------------- | --------------------------------------------------------------- | ----------- | --------------- | -------------------- |
| Famille des Ciconiidae |                                                                 |             |                 |                      |
|                        | Tantale d'Amérique Wood stork Mycteria americana Linnaeus, 1758 | (LC)        | Rare/Accidentel |                      |

## Pelecaniformes
| Photo                         | Noms (français / anglais / scientifique)                                         | Statut IUCN | Notes | Carte de répartition |
| ----------------------------- | -------------------------------------------------------------------------------- | ----------- | --- | -------------------- |
| Famille des Threskiornithidae |                                                                                  |             | |                      |
|                               | Ibis blanc American white ibis Eudocimus albus (Linnaeus, 1758)                  | (LC)        | Rare/Accidentel                                                                                              |                      |
|                               | Ibis falcinelle Glossy ibis Plegadis falcinellus (Linnaeus, 1766)                | (LC)        | Rare/Accidentel                                                                                              |                      |
|                               | Ibis à face blanche White-faced ibis Plegadis chihi (Vieillot, 1817)             | (LC)        | Rare/Accidentel                                                                                              |                      |
|                               | Spatule rosée Roseate spoonbill Platalea ajaja Linnaeus, 1758                    | (LC)        | Rare/Accidentel                                                                                              |                      |
| Famille des Ardeidae          |                                                                                  |             | |                      |
|                               | Butor d'Amérique American bittern Botaurus lentiginosus (Rackett, 1813)          | (LC)        | |                      |
|                               | Petit Blongios Least bittern Ixobrychus exilis (Gmelin, 1789)                    | (LC)        | Cette espèce est désignée vulnérable au Québec par le MFFP. Le COSEPAC considère cette espèce comme menacée. |                      |
|                               | Bihoreau gris Black-crowned night heron Nycticorax nycticorax (Linnaeus, 1758)   | (LC)        | |                      |
|                               | Bihoreau violacé Yellow-crowned night heron Nyctanassa violacea (Linnaeus, 1758) | (LC)        | Rare/Accidentel                                                                                              |                      |
|                               | Héron vert Green heron Butorides virescens (Linnaeus, 1758)                      | (LC)        | |                      |
|                               | Héron garde-bœufs Cattle egret Bubulcus ibis (Linnaeus, 1758)                    | (LC)        | Rare/Accidentel                                                                                              |                      |
|                               | Grand Héron Great blue heron Ardea herodias Linnaeus, 1758                       | (LC)        | |                      |
|                               | Grande Aigrette Great egret Ardea alba Linnaeus, 1758                            | (LC)        | |                      |
|                               | Aigrette tricolore Tricolored heron Egretta tricolor (Statius Müller, 1776)      | (LC)        | Rare/Accidentel                                                                                              |                      |
|                               | Aigrette bleue Little blue heron Egretta caerulea (Linnaeus, 1758)               | (LC)        | Rare/Accidentel                                                                                              |                      |
|                               | Aigrette neigeuse Snowy egret Egretta thula (Molina, 1782)                       | (LC)        | Rare/Accidentel                                                                                              |                      |
|                               | Aigrette garzette Little egret Egretta garzetta (Linnaeus, 1766)                 | (LC)        | Rare/Accidentel                                                                                              |                      |
| Famille des Pelecanidae       |                                                                                  |             | |                      |
|                               | Pélican d'Amérique American white pelican Pelecanus erythrorhynchos Gmelin, 1789 | (LC)        | Rare/Accidentel                                                                                              |                      |
|                               | Pélican brun Brown pelican Pelecanus occidentalis Linnaeus, 1766                 | (LC)        | Rare/Accidentel                                                                                              |                      |

## Suliformes
| Photo                         | Noms (français / anglais / scientifique)                                           | Statut IUCN | Notes           | Carte de répartition |
| ----------------------------- | ---------------------------------------------------------------------------------- | ----------- | --------------- | -------------------- |
| Famille des Fregatidae        |                                                                                    |             |                 |                      |
|                               | Frégate superbe Magnificent frigatebird Fregata magnificens Mathews, 1914          | (LC)        | Rare/Accidentel |                      |
| Famille des Sulidae           |                                                                                    |             |                 |                      |
|                               | Fou de Bassan Northern gannet Morus bassanus (Linnaeus, 1758)                      | (LC)        |                 |                      |
|                               | Fou brun Brown booby Sula leucogaster (Boddaert, 1783)                             | (LC)        | Rare/Accidentel |                      |
| Famille des Phalacrocoracidae |                                                                                    |             |                 |                      |
|                               | Cormoran vigua Neotropic cormorant Phalacrocorax brasilianus (Gmelin, 1789)        | (LC)        | Rare/Accidentel |                      |
|                               | Cormoran à aigrettes Double-crested cormorant Phalacrocorax auritus (Lesson, 1831) | (LC)        |                 |                      |
|                               | Grand Cormoran Great cormorant Phalacrocorax carbo (Linnaeus, 1758)                | (LC)        |                 |                      |

## Accipitriformes
| Photo                                   | Noms (français / anglais / scientifique)                                           | Statut IUCN | Notes | Carte de répartition |
| --------------------------------------- | ---------------------------------------------------------------------------------- | ----------- | --- | -------------------- |
| Famille des Cathartidae (Linnaeus, 1758 |                                                                                    |             | |                      |
|                                         | Urubu à tête rouge Turkey vulture Cathartes aura (Linnaeus, 1758)                  | (LC)        | La répartition de cette espèce s'est étendue vers le nord est de l'Amérique du Nord au courant du 20e siècle. La première mention de nidification au Québec provient de Rigaud en 1986. |                      |
|                                         | Urubu noir Black vulture Coragyps atratus (Bechstein, 1793)                        | (LC)        | Rare/Accidentel |                      |
| Famille des Pandionidae                 |                                                                                    |             | |                      |
|                                         | Balbuzard pêcheur Osprey Pandion haliaetus (Linnaeus, 1758)                        | (LC)        | |                      |
| Famille des Accipitridae                |                                                                                    |             | |                      |
|                                         | Naucler à queue fourchue Swallow-tailed kite Elanoides forficatus (Linnaeus, 1758) | (LC)        | Rare/Accidentel |                      |
|                                         | Aigle royal Golden eagle Aquila chrysaetos (Linnaeus, 1758)                        | (LC)        | Cette espèce est désignée vulnérable au Québec par le MFFP. Sa répartition dans la province est mal connue.                                                                             |                      |
|                                         | Épervier brun Sharp-shinned hawk Accipiter striatus Vieillot, 1808                 | (LC)        | |                      |
|                                         | Épervier de Cooper Cooper's hawk Accipiter cooperii (Bonaparte, 1828)              | (LC)        | |                      |
|                                         | Autour des palombes Northern goshawk Accipiter gentilis (Linnaeus, 1758)           | (LC)        | |                      |
|                                         | Busard des marais Northern harrier Circus hudsonius (Linnaeus, 1766)               | (LC)        | |                      |
|                                         | Pygargue à tête blanche Bald eagle Haliaeetus leucocephalus (Linnaeus, 1766)       | (LC)        | Cette espèce est désignée vulnérable au Québec par le MFFP. |                      |
|                                         | Milan du Mississippi Mississippi kite Ictinia mississippiensis (Wilson, 1811)      | (LC)        | Rare/Accidentel |                      |
|                                         | Buse à épaulettes Red-shouldered hawk Buteo lineatus (Gmelin, 1788)                | (LC)        | |                      |
|                                         | Petite Buse Broad-winged hawk Buteo platypterus (Vieillot, 1823)                   | (LC)        | |                      |
|                                         | Buse de Swainson Swainson's hawk Buteo swainsoni Bonaparte, 1838                   | (LC)        | Rare/Accidentel |                      |
|                                         | Buse à queue rousse Red-tailed hawk Buteo jamaicensis (Gmelin, 1788)               | (LC)        | |                      |
|                                         | Buse pattue Rough-legged buzzard Buteo lagopus (Pontoppidan, 1763)                 | (LC)        | |                      |

## Gruiformes
| Photo                | Noms (français / anglais / scientifique)                                       | Statut IUCN | Notes | Carte de répartition |
| -------------------- | ------------------------------------------------------------------------------ | ----------- | --- | -------------------- |
| Famille des Rallidae |                                                                                |             | |                      |
|                      | Râle jaune Yellow rail Coturnicops noveboracensis (Gmelin, 1789)               | (LC)        | Cette espèce est désignée menacée au Québec par le MFFP. Le COSEPAC considère le statut de cette espèce comme préoccupant. |                      |
|                      | Râle tapageur Clapper rail Rallus crepitans Gmelin, 1789                       | (LC)        | Rare/Accidentel |                      |
|                      | Râle élégant King rail Rallus elegans Audubon, 1834                            | (NT)        | Rare/Accidentel |                      |
|                      | Râle de Virginie Virginia rail Rallus limicola Vieillot, 1819                  | (LC)        | |                      |
|                      | Marouette de Caroline Sora Porzana carolina (Linnaeus, 1758)                   | (LC)        | |                      |
|                      | Talève violacée American purple gallinule Porphyrio martinica (Linnaeus, 1766) | (LC)        | Rare/Accidentel |                      |
|                      | Gallinule d'Amérique Common gallinule Gallinula galeata (Lichtenstein, 1818)   | (LC)        | |                      |
|                      | Foulque macroule Eurasian coot Fulica atra Linnaeus, 1758                      | (LC)        | Rare/Accidentel |                      |
|                      | Foulque d'Amérique American coot Fulica americana Gmelin, 1789                 | (LC)        | |                      |
| Famille des Gruidae  |                                                                                |             | |                      |
|                      | Grue du Canada Sandhill crane Grus canadensis (Linnaeus, 1758)                 | (LC)        | |                      |
|                      | Grue blanche Whooping crane Grus americana (Linnaeus, 1758)                    | (EN)        | Rare/Accidentel |                      |
|                      | Grue cendrée Common crane Grus grus (Linnaeus, 1758)                           | (LC)        | Rare/Accidentel |                      |

## Charadriiformes
| Photo                        | Noms (français / anglais / scientifique)                                                | Statut IUCN  | Notes | Carte de répartition |
| ---------------------------- | --------------------------------------------------------------------------------------- | ------------ | --- | -------------------- |
| Famille des Haematopodidae   |                                                                                         |              | |                      |
|                              | Huîtrier d'Amérique American oystercatcher Haematopus palliatus Temminck, 1820          | (LC)         | Rare/Accidentel |                      |
| Famille des Recurvirostridae |                                                                                         |              | |                      |
|                              | Échasse d'Amérique Black-necked stilt Himantopus mexicanus (Statius Müller, 1776)       | (LC)         | Rare/Accidentel |                      |
|                              | Avocette d'Amérique American avocet Recurvirostra americana Gmelin, 1789                | (LC)         | Rare/Accidentel |                      |
| Famille des Charadriidae     |                                                                                         |              | |                      |
|                              | Vanneau huppé Northern lapwing Vanellus vanellus (Linnaeus, 1758)                       | (NT)         | Rare/Accidentel |                      |
|                              | Pluvier doré European golden plover Pluvialis apricaria (Linnaeus, 1758)                | (LC)         | Rare/Accidentel |                      |
|                              | Pluvier bronzé American golden plover Pluvialis dominica (Statius Müller, 1776)         | (LC)         | |                      |
|                              | Pluvier argenté Grey plover Pluvialis squatarola (Linnaeus, 1758)                       | (LC)         | |                      |
|                              | Pluvier grand-gravelot Common ringed plover Charadrius hiaticula Linnaeus, 1758         | (LC)         | Rare/Accidentel |                      |
|                              | Pluvier semipalmé Semipalmated plover Charadrius semipalmatus Bonaparte, 1825           | (LC)         | |                      |
|                              | Pluvier de Wilson Wilson's plover Charadrius wilsonia Ord, 1814                         | (LC)         | Rare/Accidentel |                      |
|                              | Pluvier kildir Killdeer Charadrius vociferus Linnaeus, 1758                             | (LC)         | |                      |
|                              | Pluvier siffleur Piping plover Charadrius melodus Ord, 1824                             | (NT)         | Cette espèce est désignée menacée au Québec par le MFFP. Le COSEPAC considère la sous-espèce melodus comme en voie de disparition.                                      |                      |
| Famille des Scolopacidae     |                                                                                         |              | |                      |
|                              | Maubèche des champs Upland sandpiper Bartramia longicauda Lesson, 1831                  | (LC)         | |                      |
|                              | Courlis hudsonien Hudsonian Whimbrel Numenius hudsonicus (Latham, 1790)                 | (LC)         | |                      |
|                              | Courlis esquimau Eskimo curlew Numenius borealis (Forster, 1772)                        | (peut-être ) | Le COSEPAC considère cette espèce comme en voie de disparition. Le Courlis esquimau est probablement éteint. Il s'observait au Québec pendant la migration d'automne.   |                      |
|                              | Courlis cendré Eurasian curlew Numenius arquata (Linnaeus, 1758)                        | (NT)         | Rare/Accidentel |                      |
|                              | Barge rousse Bar-tailed godwit Limosa lapponica (Linnaeus, 1758)                        | (NT)         | Rare/Accidentel |                      |
|                              | Barge à queue noire Black-tailed godwit Limosa limosa (Linnaeus, 1758)                  | (NT)         | Rare/Accidentel |                      |
|                              | Barge hudsonienne Hudsonian godwit Limosa haemastica (Linnaeus, 1758)                   | (LC)         | |                      |
|                              | Barge marbrée Marbled godwit Limosa fedoa (Linnaeus, 1758)                              | (LC)         | |                      |
|                              | Tournepierre à collier Ruddy turnstone Arenaria interpres (Linnaeus, 1758)              | (LC)         | |                      |
|                              | Bécasseau maubèche Red knot Calidris canutus (Linnaeus, 1758)                           | (NT)         | La sous-espèce rufa est susceptible d'être désignée menacée ou vulnérable au Québec par le MFFP. Le COSEPAC considère la sous-espèce rufa comme en voie de disparition. |                      |
|                              | Combattant varié Ruff Calidris pugnax (Linnaeus, 1758)                                  | (LC)         | Rare/Accidentel |                      |
|                              | Bécasseau à queue pointue Sharp-tailed sandpiper Calidris acuminata (Horsfield, 1821)   | (LC)         | Rare/Accidentel |                      |
|                              | Bécasseau à échasses Stilt sandpiper Calidris himantopus (Bonaparte, 1826)              | (LC)         | |                      |
|                              | Bécasseau cocorli Curlew sandpiper Calidris ferruginea (Pontoppidan, 1763)              | (NT)         | Rare/Accidentel |                      |
|                              | Bécasseau à col roux Red-necked stint Calidris ruficollis (Pallas, 1776)                | (NT)         | Rare/Accidentel |                      |
|                              | Bécasseau sanderling Sanderling Calidris alba (Pallas, 1764)                            | (LC)         | |                      |
|                              | Bécasseau variable Dunlin Calidris alpina (Linnaeus, 1758)                              | (LC)         | |                      |
|                              | Bécasseau violet Purple sandpiper Calidris maritima (Brunnich, 1764)                    | (LC)         | |                      |
|                              | Bécasseau de Baird Baird's sandpiper Calidris bairdii (Coues, 1861)                     | (LC)         | |                      |
|                              | Bécasseau minuscule Least sandpiper Calidris minutilla (Vieillot, 1819)                 | (LC)         | |                      |
|                              | Bécasseau à croupion blanc White-rumped sandpiper Calidris fuscicollis (Vieillot, 1819) | (LC)         | |                      |
|                              | Bécasseau roussâtre Buff-breasted sandpiper Calidris subruficollis (Vieillot, 1819)     | (NT)         | Le COSEPAC considère le statut de cette espèce comme préoccupant. |                      |
|                              | Bécasseau à poitrine cendrée Pectoral sandpiper Calidris melanotos (Vieillot, 1819)     | (LC)         | |                      |
|                              | Bécasseau semipalmé Semipalmated sandpiper Calidris pusilla (Linnaeus, 1766)            | (NT)         | |                      |
|                              | Bécasseau d'Alaska Western sandpiper Calidris mauri (Cabanis, 1857)                     | (LC)         | |                      |
|                              | Bécassin à long bec Long-billed dowitcher Limnodromus scolopaceus (Say, 1823)           | (LC)         | |                      |
|                              | Bécassin roux Short-billed dowitcher Limnodromus griseus (Gmelin, 1789)                 | (LC)         | |                      |
|                              | Bécasse d'Amérique American woodcock Scolopax minor J. F. Gmelin, 1789                  | (LC)         | |                      |
|                              | Bécassine de Wilson Wilson's snipe Gallinago delicata (Ord, 1825)                       | (LC)         | |                      |
|                              | Phalarope de Wilson Wilson's phalarope Phalaropus tricolor (Vieillot, 1819)             | (LC)         | |                      |
|                              | Phalarope à bec étroit Red-necked phalarope Phalaropus lobatus (Linnaeus, 1758)         | (LC)         | Le COSEPAC considère le statut de cette espèce comme préoccupant. |                      |
|                              | Phalarope à bec large Red phalarope Phalaropus fulicarius (Linnaeus, 1758)              | (LC)         | |                      |
|                              | Chevalier grivelé Spotted sandpiper Actitis macularius (Linnaeus, 1766)                 | (LC)         | |                      |
|                              | Chevalier solitaire Solitary sandpiper Tringa solitaria Wilson, 1813                    | (LC)         | |                      |
|                              | Petit Chevalier Lesser yellowlegs Tringa flavipes (Gmelin, 1789)                        | (LC)         | |                      |
|                              | Chevalier semipalmé Willet Tringa semipalmata (J.F. Gmelin, 1789)                       | (LC)         | |                      |
|                              | Chevalier aboyeur Common greenshank Tringa nebularia (Gunnerus, 1767)                   | (LC)         | Rare/Accidentel |                      |
|                              | Grand Chevalier Greater yellowlegs Tringa melanoleuca (J.F. Gmelin, 1789)               | (LC)         | |                      |
| Famille des Laridae          |                                                                                         |              | |                      |
|                              | Bec-en-ciseaux noir Black skimmer Rynchops niger Linnaeus, 1758                         | (LC)         | Rare/Accidentel |                      |
|                              | Mouette tridactyle Black-legged kittiwake Rissa tridactyla (Linnaeus 1758)              | (VU)         | |                      |
|                              | Mouette blanche Ivory gull Pagophila eburnea (Phipps 1774)                              | (NT)         | Rare/Accidentel |                      |
|                              | Mouette de Sabine Sabine's gull Xema sabini (Sabine, 1819)                              | (LC)         | |                      |
|                              | Mouette de Bonaparte Bonaparte's gull Chroicocephalus philadelphia (Ord, 1815)          | (LC)         | |                      |
|                              | Mouette rieuse Black-headed gull Chroicocephalus ridibundus (Linnaeus, 1766)            | (LC)         | |                      |
|                              | Mouette pygmée Little gull Hydrocoloeus minutus (Pallas, 1776)                          | (LC)         | |                      |
|                              | Mouette rosée Ross's gull Rhodostethia rosea (MacGillivray 1824)                        | (LC)         | Rare/Accidentel |                      |
|                              | Mouette atricille Laughing gull Leucophaeus atricilla (Linnaeus 1758)                   | (LC)         | Rare/Accidentel |                      |
|                              | Mouette de Franklin Franklin's gull Leucophaeus pipixcan (Wagler, 1831)                 | (LC)         | Rare/Accidentel |                      |
|                              | Goéland cendré Common gull Larus canus Linnaeus, 1758                                   | (LC)         | Rare/Accidentel |                      |
|                              | Goéland à bec cerclé Ring-billed gull Larus delawarensis Ord, 1815                      | (LC)         | |                      |
|                              | Goéland de Californie California gull Larus californicus Lawrence, 1854                 | (LC)         | Rare/Accidentel |                      |
|                              | Goéland marin Great black-backed gull Larus marinus Linnaeus, 1758                      | (LC)         | |                      |
|                              | Goéland d'Audubon Western gull Larus occidentalis Audubon, 1839                         | (LC)         | Rare/Accidentel |                      |
|                              | Goéland bourgmestre Glaucous gull Larus hyperboreus Gunnerus, 1767                      | (LC)         | |                      |
|                              | Goéland arctique Iceland gull Larus glaucoides Meyer, 1822                              | (LC)         | |                      |
|                              | Goéland argenté European herring gull Larus argentatus Pontoppidan, 1763                | (LC)         | Rare/Accidentel |                      |
|                              | Goéland hudsonien American herring gull Larus smithsonianus Coues, 1862                 | (LC)         | |                      |
|                              | Goéland leucophée Yellow-legged gull Larus michahellis Naumann, 1840                    | (LC)         | Rare/Accidentel |                      |
|                              | Goéland à manteau ardoisé Slaty-backed gull Larus schistisagus Stejneger, 1884          | (LC)         | Rare/Accidentel |                      |
|                              | Goéland brun Lesser black-backed gull Larus fuscus Linnaeus 1758                        | (LC)         | |                      |
|                              | Sterne hansel Gull-billed tern Gelochelidon nilotica (Gmelin, 1789)                     | (LC)         | Rare/Accidentel |                      |
|                              | Sterne caspienne Caspian tern Hydroprogne caspia (Pallas, 1770)                         | (LC)         | Cette espèce est désignée menacée au Québec par le MFFP. |                      |
|                              | Sterne royale Royal tern Thalasseus maximus (Boddaert, 1783)                            | (LC)         | Rare/Accidentel |                      |
|                              | Sterne de Cabot Cabot's tern Thalasseus acuflavidus (Latham, 1787)                      | (LC)         | Rare/Accidentel |                      |
|                              | Petite Sterne Least tern Sternula antillarum (Lesson, 1847)                             | (LC)         | Rare/Accidentel |                      |
|                              | Sterne fuligineuse Sooty tern Onychoprion fuscatus (Linnaeus, 1766)                     | (LC)         | Rare/Accidentel |                      |
|                              | Sterne de Dougall Roseate tern Sterna dougallii Montagu, 1813                           | (LC)         | Cette espèce est désignée menacée au Québec par le MFFP. Le COSEPAC considère cette espèce comme en voie de disparition.                                                |                      |
|                              | Sterne pierregarin Common tern Sterna hirundo Linnaeus, 1758                            | (LC)         | |                      |
|                              | Sterne arctique Arctic tern Sterna paradisaea Pontoppidan, 1763                         | (LC)         | |                      |
|                              | Sterne de Forster Forster's tern Sterna forsteri Nuttall, 1834                          | (LC)         | Rare/Accidentel |                      |
|                              | Guifette leucoptère White-winged tern Chlidonias leucopterus (Temminck, 1815)           | (LC)         | Rare/Accidentel |                      |
|                              | Guifette noire Black tern Chlidonias niger (Linnaeus, 1758)                             | (LC)         | |                      |
| Famille des Stercorariidae   |                                                                                         |              | |                      |
|                              | Grand Labbe Great skua Stercorarius skua Brünnich, 1764                                 | (LC)         | Rare/Accidentel |                      |
|                              | Labbe pomarin Pomarine jaeger Stercorarius pomarinus (Temminck, 1815)                   | (LC)         | |                      |
|                              | Labbe parasite Parasitic jaeger Stercorarius parasiticus (Linnaeus, 1758)               | (LC)         | |                      |
|                              | Labbe à longue queue Long-tailed jaeger Stercorarius longicaudus Vieillot, 1819         | (LC)         | |                      |
| Famille des Alcidae          |                                                                                         |              | |                      |
|                              | Mergule nain Little auk Alle alle (Linnaeus, 1758)                                      | (LC)         | |                      |
|                              | Guillemot de Brünnich Thick-billed murre Uria lomvia (Linnaeus, 1758)                   | (LC)         | |                      |
|                              | Guillemot de Troïl Common murre Uria aalge (Pontopiddan, 1763)                          | (LC)         | |                      |
|                              | Petit Pingouin Razorbill Alca torda Linnaeus, 1758                                      | (NT)         | |                      |
|                              | Grand Pingouin Great auk Pinguinus impennis (Linnaeus, 1758)                            | (EX)         | Espèce éteinte. Au Québec, le Grand Pingouin nichait au Rochers aux Oiseaux.                                                                                            |                      |
|                              | Guillemot à miroir Black guillemot Cepphus grylle (Linnaeus, 1758)                      | (LC)         | |                      |
|                              | Guillemot à long bec Long-billed murrelet Brachyramphus perdix (Pallas, 1811)           | (NT)         | Rare/Accidentel |                      |
|                              | Guillemot à cou blanc Ancient murrelet Synthliboramphus antiquus (J.F. Gmelin, 1789)    | (LC)         | Rare/Accidentel |                      |
|                              | Macareux moine Atlantic puffin Fratercula arctica (Linnaeus, 1758)                      | (VU)         | |                      |

## Columbiformes
| Photo                  | Noms (français / anglais / scientifique)                                            | Statut IUCN | Notes | Carte de répartition |
| ---------------------- | ----------------------------------------------------------------------------------- | ----------- | --- | -------------------- |
| Famille des Columbidae |                                                                                     |             | |                      |
|                        | Pigeon biset Rock dove Columba livia Gmelin, 1789                                   | (LC)        | Originaire de l'Ancien monde. Introduit en Amérique du Nord dès le début du 17e siècle.                                                                              |                      |
|                        | Pigeon ramier Common Wood-Pigeon Columba palumbus Linnaeus, 1758                    | (LC)        | Rare/Accidentel |                      |
|                        | Pigeon à queue barrée Band-tailed pigeon Patagioenas fasciata (Say, 1823)           | (LC)        | Rare/Accidentel |                      |
|                        | Tourterelle turque Eurasian collared dove Streptopelia decaocto (Frivaldszky, 1838) | (LC)        | Rare/Accidentel Originaire d'Eurasie. Introduite à New Providence aux Bahamas au courant des années 1970. A depuis colonisé une grande partie de l'Amérique du Nord. |                      |
|                        | Colombe à queue noire Common ground dove Columbina passerina (Linnaeus, 1758)       | (LC)        | Rare/Accidentel |                      |
|                        | Tourte voyageuse Passenger pigeon Ectopistes migratorius (Linnaeus, 1766)           | (EX)        | Espèce éteinte. La dernière observation de cette espèce au Québec daterait de 1911 à Pointe-des-Monts.                                                               |                      |
|                        | Tourterelle triste Mourning dove Zenaida macroura (Linnaeus, 1758)                  | (LC)        | Aire de répartition en expansion vers le nord depuis le 19e siècle avec la colonisation. Au Québec, c'est vers les années 1950 que cette expansion s'observe.        |                      |
|                        | Tourterelle à ailes blanches White-winged dove Zenaida asiatica (Linnaeus, 1758)    | (LC)        | Rare/Accidentel |                      |

## Cuculiformes
| Photo                 | Noms (français / anglais / scientifique)                                        | Statut IUCN | Notes           | Carte de répartition |
| --------------------- | ------------------------------------------------------------------------------- | ----------- | --------------- | -------------------- |
| Famille des Cuculidae |                                                                                 |             |                 |                      |
|                       | Coulicou à bec jaune Yellow-billed cuckoo Coccyzus americanus (Linnaeus, 1758)  | (LC)        |                 |                      |
|                       | Coulicou à bec noir Black-billed cuckoo Coccyzus erythropthalmus (Wilson, 1811) | (LC)        |                 |                      |
|                       | Coucou gris Common cuckoo Cuculus canorus Linnaeus, 1758                        | (LC)        | Rare/Accidentel |                      |

## Strigiformes
| Photo                 | Noms (français / anglais / scientifique)                              | Statut IUCN | Notes | Carte de répartition |
| --------------------- | --------------------------------------------------------------------- | ----------- | --- | -------------------- |
| Famille des Tytonidae |                                                                       |             | |                      |
|                       | Effraie d'Amérique American barn owl Tyto furcata (Temminck, 1827)    | (LC)        | Rare/Accidentel Cette espèce est susceptible d'être désignée menacée ou vulnérable au Québec par le MFFP.                                                   |                      |
| Famille des Strigidae |                                                                       |             | |                      |
|                       | Petit-duc maculé Eastern screech owl Megascops asio (Linnaeus, 1758)  | (LC)        | |                      |
|                       | Harfang des neiges Snowy owl Bubo scandiacus (Linnaeus, 1758)         | (VU)        | |                      |
|                       | Grand-duc d'Amérique Great horned owl Bubo virginianus (Gmelin, 1788) | (LC)        | |                      |
|                       | Chouette rayée Barred owl Strix varia Barton, 1799                    | (LC)        | |                      |
|                       | Chouette lapone Great grey owl Strix nebulosa Forster, 1772           | (LC)        | |                      |
|                       | Épervière boréale Northern hawk-owl Surnia ulula (Linnaeus, 1758)     | (LC)        | |                      |
|                       | Chevêche des terriers Burrowing owl Athene cunicularia (Molina, 1782) | (LC)        | Rare/Accidentel |                      |
|                       | Nyctale de Tengmalm Boreal owl Aegolius funereus (Linnaeus, 1758)     | (LC)        | |                      |
|                       | Petite Nyctale Northern saw-whet owl Aegolius acadicus (Gmelin, 1788) | (LC)        | |                      |
|                       | Hibou moyen-duc Long-eared owl Asio otus (Linnaeus, 1758)             | (LC)        | |                      |
|                       | Hibou des marais Short-eared owl Asio flammeus (Pontoppidan, 1763)    | (LC)        | Cette espèce est susceptible d'être désignée menacée ou vulnérable au Québec par le MFFP. Le COSEPAC considère le statut de cette espèce comme préoccupant. |                      |

## Caprimulgiformes
| Photo                     | Noms (français / anglais / scientifique)                                                | Statut IUCN | Notes | Carte de répartition |
| ------------------------- | --------------------------------------------------------------------------------------- | ----------- | --- | -------------------- |
| Famille des Caprimulgidae |                                                                                         |             | |                      |
|                           | Engoulevent d'Amérique Common nighthawk Chordeiles minor (Forster, 1771)                | (LC)        | Cette espèce est susceptible d'être désignée menacée ou vulnérable au Québec par le MFFP. Le COSEPAC considère le statut de cette espèce comme préoccupant. |                      |
|                           | Engoulevent de Caroline Chuck-will's-widow Antrostomus carolinensis (J.F. Gmelin, 1789) | (NT)        | Rare/Accidentel |                      |
|                           | Engoulevent bois-pourri astern whip-poor-will Antrostomus vociferus (A. Wilson, 1812)   | (NT)        | Cette espèce est susceptible d'être désignée menacée ou vulnérable au Québec par le MFFP. Le COSEPAC considère cette espèce comme menacée.                  |                      |

## Apodiformes
| Photo                   | Noms (français / anglais / scientifique)                                                      | Statut IUCN | Notes | Carte de répartition |
| ----------------------- | --------------------------------------------------------------------------------------------- | ----------- | --- | -------------------- |
| Famille des Apodidae    |                                                                                               |             | |                      |
|                         | Martinet ramoneur Chimney swift Chaetura pelagica (Linnaeus, 1758)                            | (VU)        | Cette espèce est susceptible d'être désignée menacée ou vulnérable au Québec par le MFFP. Le COSEPAC considère cette espèce comme menacée. |                      |
|                         | Martinet noir Common swift Apus apus (Linnaeus, 1758)                                         | (LC)        | Rare/Accidentel |                      |
| Famille des Trochilidae |                                                                                               |             | |                      |
|                         | Colibri thalassin Mexican violetear Colibri thalassinus (Swainson, 1827)                      | (LC)        | Rare/Accidentel |                      |
|                         | Colibri circé Broad-billed hummingbird Cynanthus latirostris Swainson, 1827                   | (LC)        | Rare/Accidentel |                      |
|                         | Colibri à gorge améthyste Amethyst-throated mountaingem Lampornis amethystinus Swainson, 1827 | (LC)        | Rare/Accidentel |                      |
|                         | Colibri à gorge rubis Ruby-throated hummingbird Archilochus colubris (Linnaeus, 1758)         | (LC)        | |                      |
|                         | Colibri d'Anna Anna's hummingbird Calypte anna (Lesson, 1829)                                 | (LC)        | Rare/Accidentel |                      |
|                         | Colibri roux Rufous hummingbird Selasphorus rufus (J. F. Gmelin, 1788)                        | (NT)        | Rare/Accidentel |                      |

## Coraciiformes
| Photo                   | Noms (français / anglais / scientifique)                                       | Statut IUCN | Notes | Carte de répartition |
| ----------------------- | ------------------------------------------------------------------------------ | ----------- | ----- | -------------------- |
| Famille des Alcedinidae |                                                                                |             |       |                      |
|                         | Martin-pêcheur d'Amérique Belted kingfisher Megaceryle alcyon (Linnaeus, 1758) | (LC)        |       |                      |

## Piciformes
| Photo               | Noms (français / anglais / scientifique)                                           | Statut IUCN | Notes | Carte de répartition |
| ------------------- | ---------------------------------------------------------------------------------- | ----------- | --- | -------------------- |
| Famille des Picidae |                                                                                    |             | |                      |
|                     | Pic à tête rouge Red-headed woodpecker Melanerpes erythrocephalus (Linnaeus, 1758) | (LC)        | Cette espèce est désignée menacée au Québec par le MFFP. Le COSEPAC considère cette espèce comme en voie de disparition. |                      |
|                     | Pic à ventre roux Red-bellied woodpecker Melanerpes carolinus (Linnaeus, 1758)     | (LC)        | |                      |
|                     | Pic maculé Yellow-bellied sapsucker Sphyrapicus varius (Linnaeus, 1766)            | (LC)        | |                      |
|                     | Pic à dos rayé American three-toed woodpecker Picoides dorsalis Baird, 1858        | (NE)        | |                      |
|                     | Pic à dos noir Black-backed woodpecker Picoides arcticus (Swainson, 1832)          | (LC)        | |                      |
|                     | Pic mineur Downy woodpecker Dryobates pubescens (Linnaeus, 1766)                   | (LC)        | |                      |
|                     | Pic chevelu Hairy woodpecker Leuconotopicus villosus (Linnaeus, 1766)              | (LC)        | |                      |
|                     | Pic flamboyant Northern flicker Colaptes auratus (Linnaeus, 1758)                  | (LC)        | |                      |
|                     | Grand Pic Pileated woodpecker Dryocopus pileatus (Linnaeus, 1758)                  | (LC)        | |                      |

## Falconiformes
| Photo                  | Noms (français / anglais / scientifique)                                     | Statut IUCN | Notes | Carte de répartition |
| ---------------------- | ---------------------------------------------------------------------------- | ----------- | --- | -------------------- |
| Famille des Falconidae |                                                                              |             | |                      |
|                        | Caracara du Nord Northern crested caracara Caracara cheriway (Jacquin, 1784) | (LC)        | Rare/Accidentel |                      |
|                        | Crécerelle d'Amérique American kestrel Falco sparverius Linnaeus, 1758       | (LC)        | |                      |
|                        | Faucon émerillon Merlin Falco columbarius Linnaeus, 1758                     | (LC)        | |                      |
|                        | Faucon gerfaut Gyrfalcon Falco rusticolus Linnaeus, 1758                     | (LC)        | |                      |
|                        | Faucon pèlerin Peregrine falcon Falco peregrinus Tunstall, 1771              | (LC)        | La sous-espèce anatum est désignée vulnérable au Québec et la sous-espèce tundrius est susceptible d'être désignée menacée ou vulnérable au Québec par le MFFP. |                      |

## Passeriformes
| Photo                               | Noms (français / anglais / scientifique)                                                              | Statut IUCN | Notes | Carte de répartition |
| ----------------------------------- | --- | ----------- | --- | -------------------- |
| Famille des Tyrannidae              | |             | |                      |
|                                     | Moucherolle phébi Eastern phoebe Sayornis phoebe (Latham, 1790)                                       | (LC)        | |                      |
|                                     | Moucherolle à ventre roux Say's phoebe Sayornis saya (Bonaparte, 1825)                                | (LC)        | Rare/Accidentel |                      |
|                                     | Moucherolle à côtés olive Olive-sided flycatcher Contopus cooperi (Nuttall, 1831)                     | (NT)        | Cette espèce est susceptible d'être désignée menacée ou vulnérable au Québec par le MFFP. Le COSEPAC considère le statut de cette espèce comme préoccupant.                                                         |                      |
|                                     | Pioui de l'Ouest Western wood pewee Contopus sordidulus Sclater, 1859                                 | (LC)        | Rare/Accidentel |                      |
|                                     | Pioui de l'Est Eastern wood pewee Contopus virens (Linnaeus, 1766)                                    | (LC)        | Le COSEPAC considère le statut de cette espèce comme préoccupant. |                      |
|                                     | Moucherolle à ventre jaune Yellow-bellied flycatcher Empidonax flaviventris (Baird & Baird, 1843)     | (LC)        | |                      |
|                                     | Moucherolle vert Acadian Flycatcher Empidonax virescens (Vieillot, 1818)                              | (LC)        | Rare/Accidentel |                      |
|                                     | Moucherolle des saules Willow flycatcher Empidonax traillii (Audubon, 1828)                           | (LC)        | |                      |
|                                     | Moucherolle des aulnes Alder flycatcher Empidonax alnorum Brewster, 1895                              | (LC)        | |                      |
|                                     | Moucherolle tchébec Least flycatcher Empidonax minimus (Baird & Baird, 1843)                          | (LC)        | |                      |
|                                     | Moucherolle vermillon Vermilion flycatcher Pyrocephalus obscurus Gould, 1838                          | (NE)        | Rare/Accidentel |                      |
|                                     | Tyran mélancolique Tropical kingbird Tyrannus melancholicus Vieillot, 1819                            | (LC)        | Rare/Accidentel |                      |
|                                     | Tyran de l'Ouest Western kingbird Tyrannus verticalis Say, 1823                                       | (LC)        | Rare/Accidentel |                      |
|                                     | Tyran à longue queue Scissor-tailed flycatcher Tyrannus forficatus (Gmelin, 1789)                     | (LC)        | Rare/Accidentel |                      |
|                                     | Tyran des savanes Fork-tailed flycatcher Tyrannus savana Daudin, 1802                                 | (LC)        | Rare/Accidentel |                      |
|                                     | Tyran tritri Eastern kingbird Tyrannus tyrannus (Linnaeus, 1758)                                      | (LC)        | |                      |
|                                     | Tyran gris Gray kingbird Tyrannus dominicensis (Gmelin, 1788)                                         | (LC)        | Rare/Accidentel |                      |
|                                     | Tyran à gorge cendrée Ash-throated flycatcher Myiarchus cinerascens (Lawrence, 1851)                  | (LC)        | Rare/Accidentel |                      |
|                                     | Tyran huppé Great crested flycatcher Myiarchus crinitus (Linnaeus, 1758)                              | (LC)        | |                      |
| Famille des Laniidae                | |             | |                      |
|                                     | Pie-grièche migratrice Loggerhead shrike Lanius ludovicianus Linnaeus, 1766                           | (NT)        | Cette espèce est désignée menacée au Québec par le MFFP. Le COSEPAC considère la sous-espèce de l'Est comme en voie de disparition.                                                                                 |                      |
|                                     | Pie-grièche boréale Northern shrike Lanius borealis Vieillot, 1808                                    | (LC)        | |                      |
| Famille des Vireonidae              | |             | |                      |
|                                     | Viréo aux yeux blancs White-eyed vireo Vireo griseus (Boddaert, 1783)                                 | (LC)        | Rare/Accidentel |                      |
|                                     | Viréo à tête noire Black-capped vireo Vireo atricapilla Woodhouse, 1852                               | (VU)        | Rare/Accidentel |                      |
|                                     | Viréo à gorge jaune Yellow-throated vireo Vireo flavifrons Vieillot, 1808                             | (LC)        | |                      |
|                                     | Viréo de Cassin Cassin's vireo Vireo cassinii Xantus de Vesey, 1858                                   | (LC)        | Rare/Accidentel |                      |
|                                     | Viréo à tête bleue Blue-headed vireo Vireo solitarius (Wilson, 1810)                                  | (LC)        | |                      |
|                                     | Viréo mélodieux Warbling vireo Vireo gilvus (Vieillot, 1808)                                          | (LC)        | |                      |
|                                     | Viréo de Philadelphie Philadelphia vireo Vireo philadelphicus (Cassin, 1851)                          | (LC)        | |                      |
|                                     | Viréo aux yeux rouges Red-eyed vireo Vireo olivaceus (Linnaeus, 1766)                                 | (LC)        | |                      |
|                                     | Viréo jaune-verdâtre Yellow-green Vireo Vireo flavoviridis (Cassin, 1851)                             | (LC)        | Rare/Accidentel |                      |
| Famille des Corvidae                | |             | |                      |
|                                     | Mésangeai du Canada Grey jay Perisoreus canadensis (Linnaeus, 1766)                                   | (LC)        | |                      |
|                                     | Geai bleu Blue jay Cyanocitta cristata (Linnaeus, 1758)                                               | (LC)        | |                      |
|                                     | Geai de Steller Steller's jay Cyanocitta stelleri (Gmelin, 1788)                                      | (LC)        | Rare/Accidentel |                      |
|                                     | Pie d'Amérique Black-billed magpie Pica hudsonia (Sabine, 1823)                                       | (LC)        | Rare/Accidentel |                      |
|                                     | Choucas des tours Western jackdaw Coloeus monedula (Linnaeus, 1758)                                   | (LC)        | Rare/Accidentel |                      |
|                                     | Corneille d'Amérique American crow Corvus brachyrhynchos Brehm, 1822                                  | (LC)        | |                      |
|                                     | Corneille de rivage Fish crow Corvus ossifragus Wilson, 1812                                          | (LC)        | Rare/Accidentel |                      |
|                                     | Grand Corbeau Common raven Corvus corax Linnaeus, 1758                                                | (LC)        | |                      |
| Famille des Bombycillidae           | |             | |                      |
|                                     | Jaseur boréal Bohemian waxwing Bombycilla garrulus (Linnaeus, 1758)                                   | (LC)        | |                      |
|                                     | Jaseur d'Amérique Cedar Waxwing Bombycilla cedrorum Vieillot, 1808                                    | (LC)        | |                      |
| Famille des Paridae                 | |             | |                      |
|                                     | Mésange bicolore Tufted Titmouse Baeolophus bicolor (Linnaeus, 1766)                                  | (LC)        | |                      |
|                                     | Mésange à tête noire Black-capped chickadee Poecile atricapillus (Linnaeus, 1766)                     | (LC)        | |                      |
|                                     | Mésange à tête brune Boreal chickadee Poecile hudsonicus (Forster, 1772)                              | (LC)        | |                      |
| Famille des Alaudidae Linnaeus 1758 | |             | |                      |
|                                     | Alouette des champs Eurasian skylark Alauda arvensis Linnaeus 1758                                    | (LC)        | Rare/Accidentel |                      |
|                                     | Alouette hausse-col Horned lark Eremophila alpestris (Linnaeus, 1758)                                 | (LC)        | |                      |
| Famille des Hirundinidae            | |             | |                      |
|                                     | Hirondelle de rivage Sand martin Riparia riparia (Linnaeus, 1758)                                     | (LC)        | Le COSEPAC considère cette espèce comme menacée. |                      |
|                                     | Hirondelle bicolore Tree swallow Tachycineta bicolor (Vieillot, 1808)                                 | (LC)        | |                      |
|                                     | Hirondelle à face blanche Violet-green swallow Tachycineta thalassina (Swainson, 1827)                | (LC)        | Rare/Accidentel |                      |
|                                     | Hirondelle noire Purple martin Progne subis (Linnaeus, 1758)                                          | (LC)        | |                      |
|                                     | Hirondelle à ailes hérissées Northern rough-winged swallow Stelgidopteryx serripennis (Audubon, 1838) | (LC)        | |                      |
|                                     | Hirondelle rustique Barn swallow Hirundo rustica Linnaeus, 1758                                       | (LC)        | Le COSEPAC considère cette espèce comme menacée. |                      |
|                                     | Hirondelle à front blanc American cliff swallow Petrochelidon pyrrhonota (Vieillot, 1817)             | (LC)        | |                      |
|                                     | Hirondelle à front brun Cave swallow Petrochelidon fulva (Vieillot, 1807)                             | (LC)        | Rare/Accidentel |                      |
| Famille des Regulidae               | |             | |                      |
|                                     | Roitelet à couronne dorée Golden-crowned kinglet Regulus satrapa Lichtenstein, 1823                   | (LC)        | |                      |
|                                     | Roitelet à couronne rubis Ruby-crowned kinglet Regulus calendula (Linnaeus, 1766)                     | (LC)        | |                      |
| Famille des Troglodytidae           | |             | |                      |
|                                     | Troglodyte des rochers Rock wren Salpinctes obsoletus (Say, 1823)                                     | (LC)        | Rare/Accidentel |                      |
|                                     | Troglodyte à bec court Sedge wren Cistothorus platensis (Latham, 1790)                                | (LC)        | Cette espèce est susceptible d'être désignée menacée ou vulnérable au Québec par le MFFP. |                      |
|                                     | Troglodyte des marais Marsh wren Cistothorus palustris (Wilson, 1810)                                 | (LC)        | |                      |
|                                     | Troglodyte de Bewick Bewick's wren Thryomanes bewickii (Audubon, 1827)                                | (LC)        | Rare/Accidentel |                      |
|                                     | Troglodyte de Caroline Carolina wren Thryothorus ludovicianus (Latham, 1790)                          | (LC)        | |                      |
|                                     | Troglodyte des forêts Winter wren Troglodytes hiemalis (Vieillot, 1819)                               | (LC)        | |                      |
|                                     | Troglodyte familier House wren Troglodytes aedon Vieillot, 1809                                       | (LC)        | |                      |
| Famille des Polioptilidae           | |             | |                      |
|                                     | Gobemoucheron gris-bleu Blue-gray gnatcatcher Polioptila caerulea (Linnaeus, 1766)                    | (LC)        | |                      |
| Famille des Sittidae                | |             | |                      |
|                                     | Sittelle à poitrine rousse Red-breasted nuthatch Sitta canadensis Linnaeus, 1766                      | (LC)        | |                      |
|                                     | Sittelle à poitrine blanche White-breasted nuthatch Sitta carolinensis Latham, 1790                   | (LC)        | |                      |
| Famille des Certhiidae              | |             | |                      |
|                                     | Grimpereau brun Brown creeper Certhia americana Bonaparte, 1838                                       | (LC)        | |                      |
| Famille des Mimidae                 | |             | |                      |
|                                     | Moqueur chat Gray catbird Dumetella carolinensis (Linnaeus, 1766)                                     | (LC)        | |                      |
|                                     | Moqueur polyglotte Northern mockingbird Mimus polyglottos (Linnaeus, 1758)                            | (LC)        | Dans l'est du continent, l'aire de répartition de cette espèce s'est étendue vers le nord à partir du 19e siècle. La première mention de nidification au Québec date de 1960.                                       |                      |
|                                     | Moqueur roux Brown thrasher Toxostoma rufum (Linnaeus, 1758)                                          | (LC)        | |                      |
| Famille des Sturnidae               | |             | |                      |
|                                     | Étourneau sansonnet Common starling Sturnus vulgaris Linnaeus, 1758                                   | (LC)        | Originaire d'Eurasie. Introduit en Amérique du Nord à la fin du 19e siècle. |                      |
| Famille des Turdidae                | |             | |                      |
|                                     | Grive à collier Varied thrush Ixoreus naevius (Gmelin, 1789)                                          | (LC)        | Rare/Accidentel |                      |
|                                     | Merlebleu de l'Est Eastern bluebird Sialia sialis (Linnaeus, 1758)                                    | (LC)        | |                      |
|                                     | Merlebleu azuré Mountain bluebird Sialia currucoides (Bechstein, 1798)                                | (LC)        | Rare/Accidentel |                      |
|                                     | Solitaire de Townsend Townsend's solitaire Myadestes townsendi (Audubon, 1838)                        | (LC)        | Rare/Accidentel |                      |
|                                     | Grive fauve Veery Catharus fuscescens (Stephens, 1817)                                                | (LC)        | |                      |
|                                     | Grive à joues grises Grey-cheeked thrush Catharus minimus (Lafresnaye, 1848)                          | (LC)        | |                      |
|                                     | Grive de Bicknell Bicknell's thrush Catharus bicknelli (Ridgway, 1882)                                | (VU)        | Cette espèce est désignée vulnérable au Québec par le MFFP. Le COSEPAC considère cette espèce comme menacée. |                      |
|                                     | Grive à dos olive Swainson's thrush Catharus ustulatus (Nuttall, 1840)                                | (LC)        | |                      |
|                                     | Grive solitaire Hermit thrush Catharus guttatus (Pallas, 1811)                                        | (LC)        | |                      |
|                                     | Grive des bois Wood thrush Hylocichla mustelina (Gmelin, 1789)                                        | (NT)        | Le COSEPAC considère cette espèce comme menacée. |                      |
|                                     | Grive litorne Fieldfare Turdus pilaris Linnaeus, 1758                                                 | (LC)        | Rare/Accidentel |                      |
|                                     | Grive mauvis Redwing Turdus iliacus Linnaeus, 1758                                                    | (NT)        | Rare/Accidentel |                      |
|                                     | Grive musicienne Song thrush Turdus philomelos Brehm, 1831                                            | (LC)        | Rare/Accidentel |                      |
|                                     | Merle d'Amérique American robin Turdus migratorius Linnaeus, 1766                                     | (LC)        | |                      |
| Famille des Muscicapidae            | |             | |                      |
|                                     | Traquet motteux Northern wheatear Oenanthe oenanthe (Linnaeus, 1758)                                  | (LC)        | |                      |
| Famille des Passeridae              | |             | |                      |
|                                     | Moineau domestique House sparrow Passer domesticus (Linnaeus, 1758)                                   | (LC)        | |                      |
| Famille des Motacillidae            | |             | |                      |
|                                     | Bergeronnette grise White wagtail Motacilla alba Linnaeus, 1758                                       | (LC)        | Rare/Accidentel |                      |
|                                     | Pipit d'Amérique Buff-bellied pipit Anthus rubescens (Tunstall, 1771)                                 | (LC)        | |                      |
| Famille des Fringillidae            | |             | |                      |
|                                     | Pinson du Nord Brambling Fringilla montifringilla Linnaeus, 1758                                      | (LC)        | Rare/Accidentel |                      |
|                                     | Gros-bec errant Evening grosbeak Hesperiphona vespertina (Cooper, 1825)                               | (VU)        | Le COSEPAC considère le statut de cette espèce comme préoccupant. |                      |
|                                     | Durbec des sapins Pine grosbeak Pinicola enucleator (Linnaeus, 1758)                                  | (LC)        | |                      |
|                                     | Roselin à tête grise Gray-crowned rosy finch Leucosticte tephrocotis (Swainson, 1832)                 | (LC)        | Rare/Accidentel |                      |
|                                     | Roselin pourpré Purple finch Haemorhous purpureus (Gmelin, 1789)                                      | (LC)        | |                      |
|                                     | Roselin familier House finch Haemorhous mexicanus (Statius Müller, 1776)                              | (LC)        | Originaire du sud-ouest des États-Unis. A colonisé l'est de l'Amérique du Nord à partir de quelques oiseaux de cage libérés à New York en 1939. Première mention de nidification au Québec en 1983 à Pointe-Claire. |                      |
|                                     | Sizerin flammé Common redpoll Acanthis flammea (Linnaeus, 1758)                                       | (LC)        | |                      |
|                                     | Sizerin blanchâtre Arctic redpoll Acanthis hornemanni (Holbøll, 1843)                                 | (NE)        | |                      |
|                                     | Bec-croisé des sapins Red crossbill Loxia curvirostra Linnaeus, 1758                                  | (LC)        | Le COSEPAC considère la sous-espèce percna comme en voie de disparition. |                      |
|                                     | Bec-croisé bifascié Two-barred crossbill Loxia leucoptera Gmelin, 1789                                | (LC)        | |                      |
|                                     | Chardonneret jaune American goldfinch Spinus tristis (Linnaeus, 1758)                                 | (LC)        | |                      |
|                                     | Tarin des pins Pine siskin Spinus pinus (Wilson, 1810)                                                | (LC)        | |                      |
| Famille des Calcariidae             | |             | |                      |
|                                     | Plectrophane lapon Lapland longspur Calcarius lapponicus (Linnaeus, 1758)                             | (LC)        | |                      |
|                                     | Plectrophane de Smith Smith's longspur Calcarius pictus (Swainson, 1832)                              | (LC)        | Rare/Accidentel |                      |
|                                     | Bruant des neiges Snow bunting Plectrophenax nivalis (Linnaeus, 1758)                                 | (LC)        | |                      |
| Famille des Passerellidae           | |             | |                      |
|                                     | Bruant noir et blanc Lark bunting Calamospiza melanocorys Stejneger, 1885                             | (LC)        | Rare/Accidentel |                      |
|                                     | Bruant fauve Red fox sparrow Passerella iliaca (Merrem, 1786)                                         | (LC)        | |                      |
|                                     | Bruant chanteur Song sparrow Melospiza melodia (Wilson, 1810)                                         | (LC)        | |                      |
|                                     | Bruant de Lincoln Lincoln's sparrow Melospiza lincolnii (Audubon, 1834)                               | (LC)        | |                      |
|                                     | Bruant des marais Swamp sparrow Melospiza georgiana (Latham, 1790)                                    | (LC)        | |                      |
|                                     | Bruant à face noire Harris's sparrow Zonotrichia querula (Nuttall, 1840)                              | (NT)        | Rare/Accidentel |                      |
|                                     | Bruant à couronne blanche White-crowned sparrow Zonotrichia leucophrys (Forster, 1772)                | (LC)        | |                      |
|                                     | Bruant à gorge blanche White-throated sparrow Zonotrichia albicollis (Gmelin, 1789)                   | (LC)        | |                      |
|                                     | Bruant à couronne dorée Golden-crowned sparrow Zonotrichia atricapilla (Gmelin, 1789)                 | (LC)        | Rare/Accidentel |                      |
|                                     | Junco ardoisé Dark-eyed junco Junco hyemalis (Linnaeus, 1758                                          | (LC)        | |                      |
|                                     | Bruant des prés Savannah sparrow Passerculus sandwichensis (Gmelin, 1789)                             | (LC)        | |                      |
|                                     | Bruant maritime Seaside sparrow Ammodramus maritimus (Wilson, 1811)                                   | (LC)        | Rare/Accidentel |                      |
|                                     | Bruant de Nelson Nelson's sparrow Ammodramus nelsoni Allen, 1875                                      | (LC)        | Cette espèce est susceptible d'être désignée menacée ou vulnérable au Québec par le MFFP. |                      |
|                                     | Bruant de Le Conte LeConte's sparrow Ammodramus leconteii (Audubon, 1844)                             | (LC)        | |                      |
|                                     | Bruant de Henslow Henslow's sparrow Ammodramus henslowii (Audubon, 1829)                              | (LC)        | Rare/Accidentel |                      |
|                                     | Bruant sauterelle Grasshopper sparrow Ammodramus savannarum (J.F. Gmelin, 1789)                       | (LC)        | Cette espèce est susceptible d'être désignée menacée ou vulnérable au Québec par le MFFP. Le COSEPAC considère le statut de la sous-espèce de l'Est comme préoccupant.                                              |                      |
|                                     | Bruant hudsonien American tree sparrow Spizelloides arborea (Wilson, 1810)                            | (LC)        | |                      |
|                                     | Bruant familier Chipping sparrow Spizella passerina (Bechstein, 1798)                                 | (LC)        | |                      |
|                                     | Bruant des champs Field sparrow Spizella pusilla (Wilson, 1810)                                       | (LC)        | |                      |
|                                     | Bruant des plaines Clay-colored sparrow Spizella pallida (Swainson, 1832)                             | (LC)        | |                      |
|                                     | Bruant de Brewer Brewer's sparrow Spizella breweri Cassin, 1856                                       | (LC)        | Rare/Accidentel |                      |
|                                     | Bruant vespéral Vesper sparrow Pooecetes gramineus (J.F. Gmelin, 1789)                                | (LC)        | |                      |
|                                     | Bruant à joues marron Lark sparrow Chondestes grammacus (Say, 1823)                                   | (LC)        | Rare/Accidentel |                      |
|                                     | Bruant à gorge noire Black-throated sparrow Amphispiza bilineata (Cassin, 1850)                       | (LC)        | Rare/Accidentel |                      |
|                                     | Tohi à queue verte Green-tailed towhee Pipilo chlorurus (Audubon, 1839)                               | (LC)        | Rare/Accidentel |                      |
|                                     | Tohi tacheté Spotted towhee Pipilo maculatus Swainson, 1827                                           | (LC)        | Rare/Accidentel |                      |
|                                     | Tohi à flancs roux Eastern towhee Pipilo erythrophthalmus (Linnaeus, 1758)                            | (LC)        | |                      |
| Famille des Icteriidae              | |             | |                      |
|                                     | Paruline polyglotte Yellow-breasted chat Icteria virens (Linnaeus, 1758)                              | (LC)        | Rare/Accidentel |                      |
| Famille des Icteridae               | |             | |                      |
|                                     | Carouge à tête jaune Yellow-headed blackbird Xanthocephalus xanthocephalus (Bonaparte, 1826)          | (LC)        | Rare/Accidentel |                      |
|                                     | Goglu des prés Bobolink Dolichonyx oryzivorus (Linnaeus, 1758)                                        | (LC)        | Le COSEPAC considère cette espèce comme menacée. |                      |
|                                     | Sturnelle de l'Ouest Western meadowlark Sturnella neglecta Audubon, 1844                              | (LC)        | Rare/Accidentel |                      |
|                                     | Sturnelle des prés Eastern Meadowlark Sturnella magna (Linnaeus, 1758)                                | (NT)        | Le COSEPAC considère cette espèce comme menacée. |                      |
|                                     | Oriole de Bullock Bullock's oriole Icterus bullockii (Swainson, 1827)                                 | (LC)        | Rare/Accidentel |                      |
|                                     | Oriole de Baltimore Baltimore oriole Icterus galbula (Linnaeus, 1758)                                 | (LC)        | |                      |
|                                     | Oriole masqué Hooded oriole Icterus cucullatus Swainson, 1827                                         | (LC)        | Rare/Accidentel |                      |
|                                     | Oriole des vergers Orchard oriole Icterus spurius (Linnaeus, 1766)                                    | (LC)        | Rare/Accidentel |                      |
|                                     | Carouge à épaulettes Red-winged blackbird Agelaius phoeniceus Linnaeus, 1766                          | (LC)        | |                      |
|                                     | Vacher à tête brune Brown-headed cowbird Molothrus ater (Boddaert, 1783)                              | (LC)        | |                      |
|                                     | Quiscale rouilleux Rusty blackbird Euphagus carolinus (Statius Müller, 1776)                          | (VU)        | Cette espèce est susceptible d'être désignée menacée ou vulnérable au Québec par le MFFP. Le COSEPAC considère le statut de cette espèce comme préoccupant.                                                         |                      |
|                                     | Quiscale de Brewer Brewer's blackbird Euphagus cyanocephalus (Wagler, 1829)                           | (LC)        | Rare/Accidentel |                      |
|                                     | Quiscale bronzé Common grackle Quiscalus quiscula (Linnaeus, 1758)                                    | (NT)        | |                      |
| Famille des Parulidae               | |             | |                      |
|                                     | Paruline couronnée Ovenbird Seiurus aurocapilla (Linnaeus, 1766)                                      | (LC)        | |                      |
|                                     | Paruline vermivore Worm-eating warbler Helmitheros vermivorum (J.F. Gmelin, 1789)                     | (LC)        | Rare/Accidentel |                      |
|                                     | Paruline hochequeue Louisiana waterthrush Parkesia motacilla (Vieillot, 1809)                         | (LC)        | Rare/Accidentel Cette espèce est susceptible d'être désignée menacée ou vulnérable au Québec par le MFFP. |                      |
|                                     | Paruline des ruisseaux Northern waterthrush Parkesia noveboracensis (Gmelin, 1789)                    | (LC)        | |                      |
|                                     | Paruline à ailes dorées Golden-winged warbler Vermivora chrysoptera (Linnaeus, 1766)                  | (NT)        | Cette espèce est susceptible d'être désignée menacée ou vulnérable au Québec par le MFFP. COSEPAC considère cette espèce comme menacée.                                                                             |                      |
|                                     | Paruline à ailes bleues Blue-winged Warbler Vermivora cyanoptera Olson & Reveal, 2009                 | (LC)        | Rare/Accidentel |                      |
|                                     | Paruline noir et blanc Black-and-white warbler Mniotilta varia (Linnaeus, 1766)                       | (LC)        | |                      |
|                                     | Paruline orangée Prothonotary warbler Protonotaria citrea (Boddaert, 1783)                            | (LC)        | Rare/Accidentel |                      |
|                                     | Paruline de Swainson Swainson's warbler Limnothlypis swainsonii (Audubon, 1834)                       | (LC)        | Rare/Accidentel |                      |
|                                     | Paruline obscure Tennessee Warbler Leiothlypis peregrina (Wilson, 1811)                               | (LC)        | |                      |
|                                     | Paruline verdâtre Orange-crowned warbler Leiothlypis celata (Say, 1823)                               | (LC)        | |                      |
|                                     | Paruline à joues grises Nashville warbler Leiothlypis ruficapilla (Wilson, 1811)                      | (LC)        | |                      |
|                                     | Paruline à gorge grise Connecticut warbler Oporornis agilis (Wilson, 1812)                            | (LC)        | |                      |
|                                     | Paruline triste Mourning warbler Geothlypis philadelphia (Wilson, 1810)                               | (LC)        | |                      |
|                                     | Paruline du Kentucky Kentucky warbler Geothlypis formosa (Wilson, 1811)                               | (LC)        | Rare/Accidentel |                      |
|                                     | Paruline masquée Common yellowthroat Geothlypis trichas (Linnaeus, 1766)                              | (LC)        | |                      |
|                                     | Paruline à capuchon Hooded warbler Setophaga citrina (Boddaert, 1783)                                 | (LC)        | Rare/Accidentel |                      |
|                                     | Paruline flamboyante American redstart Setophaga ruticilla (Linnaeus, 1758)                           | (LC)        | |                      |
|                                     | Paruline de Kirtland Kirtland's warbler Setophaga kirtlandii (Baird, 1852)                            | (NT)        | Rare/Accidentel |                      |
|                                     | Paruline tigrée Cape May warbler Setophaga tigrina (Gmelin, 1789)                                     | (LC)        | |                      |
|                                     | Paruline azurée Cerulean warbler Setophaga cerulea (Wilson, 1810)                                     | (VU)        | Cette espèce est désignée menacée au Québec par le MFFP. Le COSEPAC considère cette espèce comme en voie de disparition. La première mention de nidification dans la province date de 1986.                         |                      |
|                                     | Paruline à collier Northern parula Setophaga americana (Linnaeus, 1758)                               | (LC)        | |                      |
|                                     | Paruline à tête cendrée Magnolia warbler Setophaga magnolia (Wilson, 1811)                            | (LC)        | |                      |
|                                     | Paruline à poitrine baie Bay-breasted warbler Setophaga castanea (Wilson, 1810)                       | (LC)        | |                      |
|                                     | Paruline à gorge orangée Blackburnian warbler Setophaga fusca (Statius Müller, 1776)                  | (LC)        | |                      |
|                                     | Paruline jaune American yellow warbler Setophaga aestiva (Linnaeus, 1766)                             | (LC)        | |                      |
|                                     | Paruline à flancs marron Chestnut-sided warbler Setophaga pensylvanica (Linnaeus, 1766)               | (LC)        | |                      |
|                                     | Paruline rayée Blackpoll warbler Setophaga striata (Forster, 1772)                                    | (NT)        | |                      |
|                                     | Paruline bleue Black-throated blue warbler Setophaga caerulescens (Gmelin, 1789)                      | (LC)        | |                      |
|                                     | Paruline à couronne rousse Palm warbler Setophaga palmarum (Gmelin, 1789)                             | (LC)        | |                      |
|                                     | Paruline des pins Pine warbler Setophaga pinus (Linnaeus, 1766)                                       | (LC)        | |                      |
|                                     | Paruline à croupion jaune Myrtle warbler Setophaga coronata (Linnaeus, 1766)                          | (LC)        | |                      |
|                                     | Paruline à gorge jaune Yellow-throated warbler Setophaga dominica (Linnaeus, 1766)                    | (LC)        | Rare/Accidentel |                      |
|                                     | Paruline des prés Prairie warbler Setophaga discolor (Vieillot, 1809)                                 | (LC)        | Rare/Accidentel |                      |
|                                     | Paruline grise Black-throated gray warbler Setophaga nigrescens (Townsend, 1837)                      | (LC)        | Rare/Accidentel |                      |
|                                     | Paruline de Townsend Townsend's warbler Setophaga townsendi (Townsend, 1837)                          | (LC)        | Rare/Accidentel |                      |
|                                     | Paruline à tête jaune Hermit warbler Setophaga occidentalis (Townsend, 1837)                          | (LC)        | Rare/Accidentel |                      |
|                                     | Paruline à gorge noire Black-throated green warbler Setophaga virens (Gmelin, 1789)                   | (LC)        | |                      |
|                                     | Paruline du Canada Canada warbler Cardellina canadensis (Linnaeus, 1766)                              | (LC)        | Cette espèce est susceptible d'être désignée menacée ou vulnérable au Québec par le MFFP. Le COSEPAC considère cette espèce comme menacée.                                                                          |                      |
|                                     | Paruline à calotte noire Wilson's warbler Cardellina pusilla (Wilson, 1811)                           | (LC)        | |                      |
|                                     | Paruline à ailes blanches Painted whitestart Myioborus pictus (Swainson, 1829)                        | (LC)        | Rare/Accidentel |                      |
| Famille des Cardinalidae            | |             | |                      |
|                                     | Piranga à joues grises Hepatic tanager Piranga hepatica Swainson, 1827                                | (LC)        | Rare/Accidentel |                      |
|                                     | Piranga vermillon Summer tanager Piranga rubra (Linnaeus, 1758)                                       | (LC)        | Rare/Accidentel |                      |
|                                     | Piranga écarlate Scarlet tanager Piranga olivacea (Gmelin, 1789)                                      | (LC)        | |                      |
|                                     | Piranga à tête rouge Western tanager Piranga ludoviciana (Wilson, 1811)                               | (LC)        | Rare/Accidentel |                      |
|                                     | Cardinal à poitrine rose Rose-breasted grosbeak Pheucticus ludovicianus (Linnaeus, 1766)              | (LC)        | |                      |
|                                     | Cardinal à tête noire Black-headed grosbeak Pheucticus melanocephalus (Swainson, 1827)                | (LC)        | Rare/Accidentel |                      |
|                                     | Cardinal rouge Northern cardinal Cardinalis cardinalis (Linnaeus, 1758)                               | (LC)        | L'aire de répartition de cette espèce est en expansion vers le nord depuis le 19e siècle. On l'observe de manière régulière au Québec depuis les années 1950.                                                       |                      |
|                                     | Dickcissel d'Amérique Dickcissel Spiza americana (J.F. Gmelin, 1789)                                  | (LC)        | Rare/Accidentel |                      |
|                                     | Guiraca bleu Blue grosbeak Passerina caerulea (Linnaeus, 1758)                                        | (LC)        | Rare/Accidentel |                      |
|                                     | Passerin indigo Indigo bunting Passerina cyanea (Linnaeus, 1766)                                      | (LC)        | |                      |
|                                     | Passerin azuré Lazuli bunting Passerina amoena (Say, 1823)                                            | (LC)        | Rare/Accidentel |                      |
|                                     | Passerin nonpareil Painted bunting Passerina ciris (Linnaeus, 1758)                                   | (LC)        | Rare/Accidentel |                      |